# Picar
Picar is een plaats en voormalige gemeente in de stad (bashkia) Gjirokastër in de prefectuur Gjirokastër in Albanië. Sinds de gemeentelijke herindeling van 2015 doet Picar dienst als deelgemeente en is het een bestuurseenheid zonder verdere bestuurlijke bevoegdheden. De plaats telde bij de census van 2011 937 inwoners.

## Bevolking
In de volkstelling van 2011 telde de (voormalige) gemeente Picar 937 inwoners, een daling vergeleken met 1.664 inwoners op 1 april 2001. De bevolking bestond voor het merendeel uit etnische Albanezen (821 personen; 87,62%), gevolgd door 1 etnische Griek (1 persoon; 0,11%).
Van de 937 inwoners in 2011 waren er 147 tussen de 0 en 14 jaar oud (15,7%), 649 inwoners waren tussen de 15 en 64 jaar oud (69,3%) en 141 inwoners waren 65 jaar of ouder (15%).

### Religie
De grootste religie in Picar was de islam (78,45%): 48,03% was soennitisch moslim en 30,42% was bektashi.
| Plaats | Bevolking (2011) | Islam (%)    | Katholiek (%) | Orthodox (%) | Bektashisme (%) |
| ------ | ---------------- | ------------ | ------------- | ------------ | --------------- |
| Picar  | 937              | 450 (48,03%) | 4 (0,43%)     | -            | 285 (30,42%)    |